# بني مكار (ملحان)

تعديل مصدري - تعديل

بني مكار هي إحدى قرى عزلة بني مكار بمديرية ملحان التابعة لمحافظة المحويت، بلغ تعداد سكانها 400 نسمة حسب تعداد اليمن لعام 2004.